# Fowlersche Lösung
Die Fowlersche Lösung (Liquor Kalii arsenicosi; englisch Fowler’s solution) ist eine anorganische Arsenverbindung und war ein vom 18. Jahrhundert bis zur Mitte des 20. Jahrhunderts bekanntes Medikament, das lange als medizinisches Wundermittel galt und als Fiebersenker, Heilwasser und sogar als Aphrodisiakum und Heilmittel bei Leukämien und Lymphoblastomen Anwendung fand.
Hauptbestandteil der Fowlerschen Lösung war die hochgiftige Arsenverbindung Kaliumarsenit, die zur Geschmacksverbesserung mit Lavendelwasser vermischt wurde.
Benannt wurde das Medikament nach dem britischen Arzt und Apotheker Thomas Fowler (1736–1801), der – als Anhänger der Iatrochemie – kleinste Mengen Arsenik in alkalischer Lösung als Fiebermittel und gegen Kopfschmerzen empfahl.
In Deutschland wurde das Mittel (Fowlersche Tropfen oder Fowlersche Lösung) zur Behandlung der Schuppenflechte bis in die 1960er Jahre eingesetzt.